# エルヴァン・ゼラズニー
エルヴァン・ゼラズニー(1991年9月22日-)はフランスのサッカー選手。ポジションはGK。SMカーン所属。

## 経歴
2016年にトロワACに入団。チームはその後リーグ・アンに昇格し、自身も残留した。序盤はママドゥ・サマッサの控え扱いだったが、22節からサマッサからポジションを奪取した。
2021年5月21日、ASボーヴェ・オワーズに移籍した。

### 私生活
ポーランドにルーツを持つ。